# Turó de Sant Andreu (Ullastret)
El Turó de Sant Andreu és una muntanya de 53 msnm del municipi d'Ullastret, a la comarca catalana del Baix Empordà. S'eleva uns 40 metres de la plana circumdant. Al vessant oest, amb un pendent més suau, fou construïda la ciutat ibèrica d'Ullastret, ocupada entre els segles VI aC i II aC, i posteriorment el castell de Sant Andreu.
A nivell geològic és format per roques sedimentàries de l'Eocé (gresos i calcàries del Bartonià en les capes inferiors; i llims, argiles i sorres en les capes superiors del Bartonià inferior /Priabonià inferior). El conjunt mostra un cabussament S-N de 12º.